# Жан-П'єр Паланкад
Жана-П'єр Паланкаде (фр. Jean-Pierre Plancade; 2 серпня 1949, Тулуза, Верхня Гаронна) — французький політик, член Радикальної партії лівих, представник Верхньої Гаронни у Сенаті Франції.
Вперше був обраний у Сенат Франції у 1998 році, був членом комітету з економічних питань. Згодом обіймав посаду заступника Голови Комісії з питань закордонних справ, оборони та збройних сил Сенату Франції.
Член групи дружби «Франція-Палестина», «Франція-Ватикан», голова групи «Франція-Ізраїль» та «Фрнація-Україна».
У 2006 році був нагороджений орденом «За заслуги» II ступеня.